# جوش هيوز
جوش هيوز (بالإنجليزية: Josh Hughes)‏ (3 نوفمبر 1991 بفورت وورث في الولايات المتحدة - ) هو لاعب كرة قدم أمريكي في مركز الدفاع. لعب مع أتلانتا سيلفرباكس.

## وصلات خارجية
- جوش هيوز على موقع قاعدة بيانات كرة القدم.إي يو (الإنجليزية)